# 藤井清美
藤井 清美（ふじい きよみ、1971年〈昭和46年〉8月23日 - ）は、日本の脚本家、演出家である。徳島県出身で、所属事務所はエムエイチ企画・sacca株式会社を経て、株式会社ステラキャスティングに所属している。

## 来歴・人物
筑波大学第一学群人文学類を卒業した。1993年に劇団青年座文芸部入団し、劇団青年座文芸部に所属している。『The Last 10 months 〜10か月〜』で日本テレビシナリオ登龍門優秀賞を受賞した。

## 作品
特記のない物は脚本担当。

### 映画
- Believer ビリーバー（2004年 監督：多胡由章、出演：吉沢悠） 脚本協力
- L change the WorLd（2008年 NTV・ワーナー 監督：中田秀夫監督、主演：松山ケンイチ） 共同脚本
- 引き出しの中のラブレター（2009年 松竹、主演：常盤貴子）
- インシテミル 7日間のデス・ゲーム（2010年 NTV・ワーナー 監督：中田秀夫、出演：藤原竜也） 文藝協力
- るろうに剣心（2012年 ワーナー 監督：大友啓史、出演：佐藤健、武井咲）[3]
- るろうに剣心 京都大火編 / 伝説の最期編（2014年 ワーナー 監督：大友啓史、出演：佐藤健、武井咲） 共同脚本
- ミュージアム（2016年 ワーナー 監督：大友啓史、出演：小栗旬）[4] 共同脚本
- 蝶の眠り（2018年 KADOKAWA 監督・脚本・原案：チョン・ジェウン、出演：中山美穂、キム・ジェウク） ストーリー・劇中小説
- 見えない目撃者（2019年 東映 監督：森淳一、出演：吉岡里帆）[5] 共同脚本
- 鳩の撃退法（2021年　松竹　監督：タカハタ秀太、出演：藤原竜也）[6] 共同脚本

### テレビ
- The Last 10 months 〜10か月〜（2000年 日本テレビ 主演：南果歩）
- 平成夫婦茶碗〜成田家の人々（2003年 日本テレビ 出演：戸田恵子）
- すっから母さん（2003年 テレビ東京 主演：西田敏行）
- うちはステップファミリー（2005年 TBS 主演：森口博子）
- 砂時計（2007年 TBS 出演：佐藤めぐみ）
- L change the WorLd〜スピンオフ「最もLにバカにされた男 松田刑事の事件ファイル」 （2008年 日本テレビ 出演：青山草太）
- ラブレター（2008年 TBS 出演：鈴木亜美）
- さよなら、アルマ（2010年 NHKスペシャルドラマ 出演：勝地涼、仲里依紗、小栗旬）
- 黒の女教師（2012年 TBS 主演：榮倉奈々） 第8話脚本
- TAKE FIVE〜俺たちは愛を盗めるか〜（2013年 TBS 主演：唐沢寿明）
- ハクバノ王子サマ 純愛適齢期（2013年 読売テレビ・日本テレビ 主演：優香） 全13話脚本
- タイムスパイラル（2014年 NHK BSプレミアム 出演：黒木メイサ）全8話脚本
- 私たちがプロポーズされないのには、101の理由があってだな（2014年 LaLaTV）  第11話脚本
- 相棒 season13（2014年・2015年 テレビ朝日 出演：水谷豊、成宮寛貴）第6話原案・第12話脚本
- 恋愛時代（2015年 読売テレビ・日本テレビ 出演：比嘉愛未、満島真之介）全12話脚本
- 相棒 season14（2015年・2016年 テレビ朝日 出演：水谷豊、反町隆史）第8話脚本
- オトナの土ドラ「ウツボカズラの夢」（2017年　東海テレビ|フジテレビ　出演：志田未来、大塚寧々）脚本
- 刑事ゆがみ（2017年、フジテレビ、出演：浅野忠信、神木隆之介）[7] 共同脚本
- 執事 西園寺の名推理2（2019年 テレビ東京 出演：上川隆也）第1話・第6話脚本
- 東海テレビ×WOWOW共同制作連続ドラマ「准教授・高槻彰良の推察」（Season 1：2021年8月7日 - 9月25日、Season 2：2021年10月10日 - 11月28日）東海テレビ / WOWOW 出演：伊野尾慧、神宮寺勇太）[8]※ 伊藤崇との共同脚本
- オトナの土ドラ「おっさんのパンツがなんだっていいじゃないか！」（2024年　東海テレビ|フジテレビ　出演：原田泰造）脚本

### インターネット配信
- ただいまオンライン喧嘩中「木村了×佐津川愛美 編」（2020年6月1日、YouTube）[9] 企画・脚本

### 劇場アニメ
- 豆富小僧（2011年 フジテレビ・ワーナー 声優：深田恭子）

### 舞台
- 1996　青年座スタジオ公演『琥珀の中で眠るもの』 作・演出　　　　＊初作・演出作品
- 1999　パニック・シアター『それは‥‥薔薇』 翻訳・演出（作：F･ギルロイ）
- 1999  演劇企画集団THEガジラStep One公演『パーフェクト パーフェクト』 作・演出
- 2000　クラック･ラック第２回公演『ソコマデイコウ』 演出（作：福田卓朗）
- 2001　青年座公演『君はこの国を好きか』 脚本（原作：鷺沢萠）
- 2002　クラック・ラック第3回公演『Just a Family 〜ただ、家族なだけ〜』 作・演出
- 2002  青年座スタジオ公演＋相模大野演劇鑑賞会『ひとつきりの嘘』 作･演出
- 2002  劇団仲間公演『青い図書カード』 脚色･演出
- 2002  44プロデュース『INDY I’m not dead yet〜命の長さを決める遺伝子〜」 作・演出
- 2003　亀戸文化センター『朗読劇　あなたへ〜いまを綴る手紙〜』 構成・演出
- 2003  外波山文明プロデュース『春の海月』 作･演出      ＊朝日新聞朝日賞寺山修司賞ノミネート
- 2003  青年座公演『カゾク カレンダー』 作（本多劇場）
- 2004　亀戸文化センター『朗読劇　トマドイの頃』構成・演出
- 2004  文化庁新進芸術家公演事業 劇団朋友 ミュージカル『元禄・馬の物言い』 演出（俳優座劇場）
- 2004  青山円形劇場 『週末組曲』 脚本・演出（出演：池田聡、安達祐実、稲垣潤一）
- 2005　亀戸文化センター『3150万秒と、少し（男性版）』 脚本・演出
- 2005  青年劇場『3150万秒と、少し（女性版）」 脚本･演出　　*2009年まで全国巡演
- 2005  青山円形劇場 『届かなかったラブレター』 脚本・演出（出演：池田聡、黒田アーサー）
- 2005  ホリプロ『10か月〜The Last 10months」 作・演出（俳優座劇場 出演：香寿たつき）
- 2006　椿組『靴を探して』 作・演出（池袋シアターグリーン 出演：鳥居しのぶ）
- 2007　ホリプロ『錦繍』 共同脚本（銀河劇場 原作：宮本輝、演出：ジョン・ケアード 出演：鹿賀丈史）
- 2007  ジャンクション『アンバランス』作・演出（出演：吉野圭吾、入野自由、小野妃香里）
- 2009　シアタークリエ　ミュージカル『この森で、天使はバスを降りた』 修辞・演出（出演：大塚ちひろ、剣幸）
- 2009  ホリプロ『錦繍』 共同脚本（銀河劇場 原作：宮本輝、演出：ジョン・ケアード 出演：鹿賀丈史）
- 2010　明治座・御園座『かあちゃん』 作（演出：堤泰之、主演：小林幸子）
- 2010  CATプロデュース『りんご〜木村秋則物語』 作（ル･テアトル銀座 演出：栗山民也、主演：長野博）
- 2011　ホリプロ『ミュージカル エディット・ピアフ』 作（銀河劇場 主演：安蘭けい）
- 2011  銀河劇場『柳家花緑・藤原道山　落語&音楽会』 演出・リーディング台本
- 2011  明治座『旅館華村 若女将』 作（演出：堤泰之、主演：小林幸子）
- 2011  ラフカット2011『夢か、現(うつつ)か』 作（全労済ホールスペース・ゼロ 演出：堤泰之）
- 2012　御園座『旅館華村 若女将』 作（演出：堤泰之、主演：小林幸子）
- 2012  アトリエ・ダンカンプロデュース『ラ・パティスリー』 脚本・演出（サンシャイン劇場 出演：井上正大、高橋愛、村井良大、酒井美紀）
- 2013　ホリプロ『3150万秒と、少し』 脚本・演出(銀河劇場　出演：相葉裕樹、小澤亮太)
- 2013  ル･テアトル銀座『男嫌い』 演出（脚本：鈴木聡、出演：沢口靖子、陣内 孝則）
- 2014　銀河劇場『あの日、星は重かった』作・演出（出演：小野大輔、中川晃教、高橋由美子）
- 2015 『7seconds ～ 決断の瞬間まであと7秒 ～』作・演出（出演：小野大輔）＠銀河劇場
- 2015 『とりあえず、お父さん』上演台本（出演：藤原竜也）
- 2019 朗読劇『記憶のカケラ　暮らしのカケラ　わたしのカケラ』作・演出
- 2019 『ブラックorホワイト　あなたの上司、訴えます！』（2019年8月21日 - 9月16日、主演：佐藤アツヒロ）[10] 作・演出
- 2020 声優が魅了する日本怪談話『朗読劇 流離う魂 -小泉八雲の世界-』（2020年12月22日 - 27日、出演：石谷春貴ほか）[11] 作・演出
- 2021 朗読劇『#ある朝殺人犯になっていた』（2021年1月29日 - 2月7日、出演：須賀健太ほか）[12] 原作・脚本・演出
- 2022 『行先不明』（2022年3月4日 - 3月21日、主演：佐藤アツヒロ）[13] 作・演出

### 携帯ドラマ
- LISMOドラマ!「八月のラヴソング」 脚本（2011年 監督：大谷健太郎、出演：パク・ジョンミン、酒井美紀）
- アスミックエース・魔法のiらんどTV 「イケない課外授業」 脚本・監督 監督デビュー作品（2010年）

### 小説・エッセイ
- 徳島新聞「演劇の現場から見る〜現代女性考」 連載（2002年）
- 講談社「容疑者 室井慎次 野口江里子の日記」（2005年）
- Top Stage東京ニュース通信社『月の夜に想う人』 連載（2006年より1年）
- アーティストハウスパブリッシャーズ『あなたになら言える秘密のこと』（2007年）
- 集英社『L FILE NO.15』（2008年）
- 子宮頸がん私の問題　短編小説『彼女の秘密』『新しい一歩』『姉の闘い』（2015年）
- 『明治ガールズ～富岡製糸場で青春を～』（2017年6月29日、角川書店） ISBN 978-4-04-107532-6[14]
- 『偽声』（2018年6月26日、Amazon Publishing）[15]
- 『＃ある朝殺人犯になっていた』（2020年8月17日、 U-NEXT）
- 『京大はんと甘いもん』（2020年6月25日、角川書店） ISBN 978-4-04-107532-6[16]